# Сара Воган
Сара Голл (нар. 1972 р.), найбільш відома під псевдонімом Сара Воган, британська феміністська письменниця та журналістка. До 2008 року вона працювала в The Guardian старшою репортеркою, кореспонденткою з питань охорони здоров'я та політичною кореспонденткою.
Свою першу книгу вона опублікувала у 2014 році. Як романістка, Голл відомий кількома психологічними трилерами, які часто стосуються таких тем, як влада і привілеї, а також тиск на жінок. Багато її романів були перекладені і мали міжнародний успіх. Її третій роман «Анатомія скандалу» був адаптований для телебачення (2022).

## Раннє життя
Сара Голл виросла у графстві Девон. Вивчала англійську в Оксфордському коледжі Брейнстоунз. Після закінчення навчання почала працювати журналісткою. Пізніше 11 років працювала в The Guardian старшою репортеркою, кореспонденткою з питань охорони здоров'я та політичною кореспонденткою. У 2008 році продовжила працювати позаштатною репортеркою The Guardian.

## Письменниця
Використовуючи псевдонім Сара Воган, Голл опублікувала свій перший роман «Мистецтво випічки наосліп» (англ. The art of baking blind) у 2014 році, після того, як взяла на себе зобов'язання написати роман і протягом року знайти для нього видавця на свій 40-й день народження. Книга розповідає про учасників та учасниць конкурсу пекарів, перекладена шістьма мовами. Через два роки вийшла «Ферма на краю світу» (2016), яка стала особливо успішною у Франції.
Широко відомою Сара Воган стала відомою ширшій аудиторії зі своїм третім романом «Анатомія скандалу» (2018), політичним трилером про молодшого міністра, звинуваченого у зґвалтуванні. Вона сказала, що використовувала свій досвід політичної репортерки та студентки Оксфорду, щоб досліджувати такі теми, як влада, привілеї та згода. «Анатомія скандалу» отримала позитивні відгуки і протягом 10 тижнів посіла місце в списку бестселерів Sunday Times. Роман був перекладений 22 мовами і визнаний одним з найкращих романів 2010-х років за версією Книжкового клубу Річарда і Джуді (Richard and Judy's Book Club). У 2020 році Netflix замовив міні-серіал за романом, прем'єра якого відбулася у квітні 2022 року.
Наступну книгу Воган «Маленькі катастрофи» (2020) описали як «роман про материнство та божевілля» і присвячено жорстокому поводженню з дітьми, постнатальному занепокоєнню та ОКР матері. Хоча вона не мала такого ж успіху, як «Анатомія скандалу», Воган хвалили за те, як вона розглянула тему психічного здоров'я жінок. Продюсерська компанія Rough Cut TV виборола права на екранізацію книги.
Її п'ятий роман «Репутація» був опублікований у березні 2022 року. У ньому йдеться про погрози, які зазвичай отримують жінки в громадському житті, а також про залякування молодих жінок і дівчат у соціальних мережах. Роман отримав переважно позитивні відгуки, особливо за те, що він зосередив увагу на домаганнях до жінок.